# Orman Gençlik ve Spor Klubü
O Orman Gençlik ve Spor Klubü, conhecido também apenas como OGM Osmanspor, é um clube de basquetebol baseado em Ancara, Turquia que atualmente disputa a TBL no gênero masculino e na KBLS no gênero feminino. Manda seus jogos no Ginásio Esportivo M. Sait Zarifoğlu com capacidade para 2.000 espectadores.

## Histórico de Temporadas

### Masculino
| Temporada | Nível | Liga | Pos. | J     | PL  | Resultado                       |
| --------- | ----- | ---- | ---- | ----- | --- | ------------------------------- |
| 2006-07   | 2     | D2   | 9    |       |     |                                 |
| 2007-08   | 2     | TB2L | 10   | 6-14  |     |                                 |
| 2008-09   | 2     | TB2L | 10   | 7-15  |     |                                 |
| 2009-10   | 2     | TB2L | 9    | 8-14  |     |                                 |
| 2010-11   | 2     | TB2L | 5    | 12-10 |     |                                 |
| 2011-12   | 2     | TB2L | 17   | 13-25 |     | Rebaixado                       |
| 2012-13   | 3     | TB3L | 3    | 5-29  |     |                                 |
| 2013-14   | 3     | TB3L | 4    | 5-5   |     |                                 |
| 2014-15   | 3     | TB3L | 4    | 14-8  |     |                                 |
| 2015-16   | 3     | TB2L | 2    | 20-2  | 1-5 | 4º no Final Four                |
| 2016-17   | 3     | TB2L | 3    | 11-7  | 7-3 | Promovidocampeão                |
| 2017-18   | 2     | TBL  | 11   | 16-18 |     |                                 |
| 2018-19   | 2     | TBL  | 3    | 20-10 | 8-5 | Promovidocampeão playoffs prom. |

- fonte:eurobasket.com

### Títulos departamento Masculino
Terceira divisão
- Campeão (1):2016-17

### Feminino
| Temporada | Nível | Liga  | Pos. | J    | PL  | Resultado             |
| --------- | ----- | ----- | ---- | ---- | --- | --------------------- |
| 2012-13   | 2     | TKB2L | 2    | 22-4 | 3-2 | 3º no hexagonal final |
| 2013-14   | 2     | TKB2L | 1    | 10-0 | 4-1 | Promovidofinalista    |
| 2014-15   | 1     | TKBL  | 13   | 5-21 |     | Rebaixado             |
| 2015-16   | 2     | TKBL  | 1    | 21-1 | 2-4 | 3º no Final Four      |
| 2016-17   | 2     | TKBL  | 2    | 32-6 | 4-2 | Promovidocampeão      |
| 2017-18   | 1     | KBLS  |      |      |     |                       |

fonte:eurobasket.com

### Títulos departamento feminino
Segunda divisão
- Campeão (1):2016-17
- Finalista (1):2013-14

Copa Federação TKBL
- Campeão (1):2016-17